# Sara Åkerberg
Sara Åkerberg, född 1760, död i december 1789, var en svensk skådespelerska. 
"M:ll" Sara Åkerberg var verksam i Stenborgska Sällskapets teatrar Eriksbergsteatern 1781-84 och på Munkbroteatern 1784-89. Bland hennes mest kända roller fanns Corinna i Så blefvo alla nöjda (1782) och fru Murer i Eugenie av Beaumarchais (1787). Hon var också en viktig birollskådespelare, särskilt inom "äldre fruntimmersroller", som innebar en stor mängd roller inom de flesta pjäser.